# Лезюр, Франсуа
Франсуа Лезюр (фр. François Lesure; 23 мая 1923, Париж — 21 июня 2001, Париж) — французский музыковед.

## Биография
Учился в Школе хартий, Сорбонне и Парижской консерватории. С 1950 года работал в Национальной библиотеке Франции, в 1970—1988 годах возглавлял её музыкальный отдел. С 1973 года преподавал в Практической школе высших исследований. В 1953—1967 годах был генеральным директором Международного каталога музыкальных источников, в 1971—1974 годах и повторно в 1988—1991 годах занимал пост президента Французского музыковедческого общества. Был дружен с композиторами Пьером Булезом и Филиппом Манури.
Наиболее известен трудами в области музыки XVI века, начиная с составленной им «Антологии парижской песни XVI века» (фр. Anthologie de la chanson parisienne au XVIe siècle; 1953), и изучением творчества Клода Дебюсси, итогом которого стал полный каталог его произведений (1977, новая редакция 2001).